# Martellidendron
Martellidendron (Pic.Serm.) Callm. & Chassot – rodzaj drzew z rodziny pandanowatych (Pandanaceae), obejmujący 7 gatunków endemicznych dla Madagaskaru i Seszeli.

## Systematyka
Pozycja rodzaju według Angiosperm Phylogeny Website (aktualizowany system APG IV z 2016)
Rodzaj należy do rodziny pandanowatych (Pandanaceae), w rzędzie pandanowców (Pandanales)  zaliczanych do jednoliściennych (monocots).
Gatunki zaliczane do rodzaju Martellidendron zostały wyodrębnione z rodzaju pandan w 2003 roku na podstawie wyników badań filogenetycznych rodziny pandanowców, które wykazały, że pandan jest rodzajem bifiletycznym, a wyróżniany w nim podrodzaj Martellidendron jest w rzeczywistości siostrzany dla rodzaju szczudla. Wyodrębnienie tego podrodzaju w osobny rodzaj zapewniło monofiletyczność rodzaju pandan. 
Gatunki
- Martellidendron androcephalanthos (Martelli) Callm. & Chassot
- Martellidendron cruciatum (Pic.Serm.) Callm. & Chassot
- Martellidendron gallinarum (Callm.) Callm.
- Martellidendron hornei (Balf.f.) Callm. & Chassot
- Martellidendron karaka (Martelli) Callm.
- Martellidendron kariangense (Huynh) Callm.
- Martellidendron masoalense (Laivao & Callm.) Callm. & Chassot